# ريجي جيري
ريجي جيري (بالإنجليزية: Reggie Geary)‏ مواليد 31 أغسطس 1973 في ترنتون، هو مدرب كرة سلة أمريكي ولاعب سابق. بدأ مسيرته الاحترافية في سنة 1996. تم اختياره من قبل فريق كليفلاند كافالييرز خلال الدرافت. يبلغ طوله 6 قدم 2 بوصة (1.9 م). اعتزل اللعب في 2004. أحرز خلال مسيرته في الإن بي إيه 209 نقطة بمعدل نقطتان في المباراة الواحدة.

## روابط خارجية
- ريجي جيري على موقع إن بي أي (الإنجليزية)
- ريجي جيري على موقع سبورتس رفرنس (الإنجليزية)
- ريجي جيري على موقع كرة السلة الأوروبية.كوم (الإنجليزية)
- ريجي جيري على موقع كلية كرة السلة في سبورتس رفرنس.كوم (الإنجليزية)
- ريجي جيري على موقع ريلجم (الإنجليزية)
- ريجي جيري على موقع بروبوليرز (الإنجليزية)
- ريجي جيري على موقع سبورتس رفرنس (الإنجليزية)